# Pablo de Escandón
José Pablo Eustaquio Manuel Francisco de Escandón y Barrón (Città del Messico, 4 maggio 1856 – Città del Messico, 31 marzo 1926) è stato un generale, giocatore di polo, diplomatico e nobile messicano.
Partecipò al torneo di polo della II Olimpiade di Parigi del 1900. La sua squadra, formata anche dai suoi fratelli Eustaquio e Manuel, fu sconfitta in semifinale e si aggiudicò così la medaglia di bronzo.

## Palmarès
| Anno | Manifestazione  | Sede   | Evento | Risultato |
| ---- | --------------- | ------ | ------ | --------- |
| 1900 | Giochi olimpici | Parigi | Polo   | Bronzo    |